# جنیفر هلند
جنیفر هلند (انگلیسی: Jennifer Holland؛ زادهٔ ۴ مهٔ ۱۹۸۴) یک هنرپیشه اهل ایالات متحده آمریکا است. وی از سال ۲۰۰۴ میلادی تاکنون مشغول فعالیت بوده‌است.